# Họ Bọ lá
Họ Bọ lá (danh pháp khoa học: Phylliidae, thường viết sai thành Phyllidae), kích thước khoảng 5–10 cm là một họ các côn trùng sống ở vùng nhiệt đới châu Á và châu Úc, là bản sao tuyệt vời lá cây mà nó sống trên đó kể cả gân. Trứng của nó lại giống như hạt cây này. Họ này có mặt khắp Nam Á đến Đông Nam Á và Australia. Hiện tại, dường như chưa có sự thống nhất trong việc phân loài nhóm này.
Chúng có cơ thể dài khoảng 9 cm,có hình dạng giống lá cây, màu xanh. Hai cánh trên dài và rộng có màu xanh và hình cái lá, hai cánh dưới hình quạt nan có nhiều gân và trong suốt. Bọ lá đẻ trứng, trứng nở ra ấu trùng có dạng như bọ trưởng thành, chỉ khác là cánh chưa phát triển,
Một hóa thạch có niên đại 47 triệu năm của Eophyllium messelensis, một tổ tiên tiền sử của Phylliidae, đã cho thấy nhiều đặc điểm chung của loài côn trùng ăn lá này, cho thấy họ này đã thay đổi ít qua nhiều thiên niên kỷ.
Bọ lá thuộc loài côn trùng hiếm vè số lượng loài và ít vè cá thể, đang bị de doạ do rừng bị thu hẹp và nhiều người sưu tầm thích bẫy bắt.

## Hình ảnh

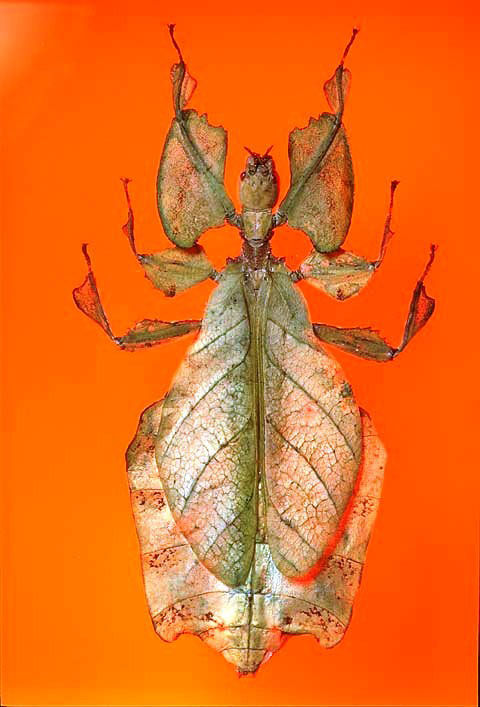
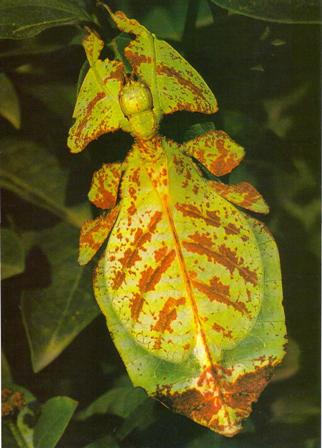
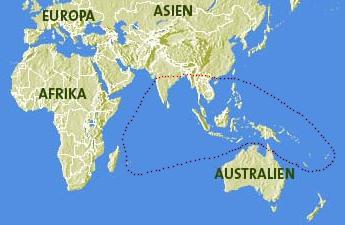
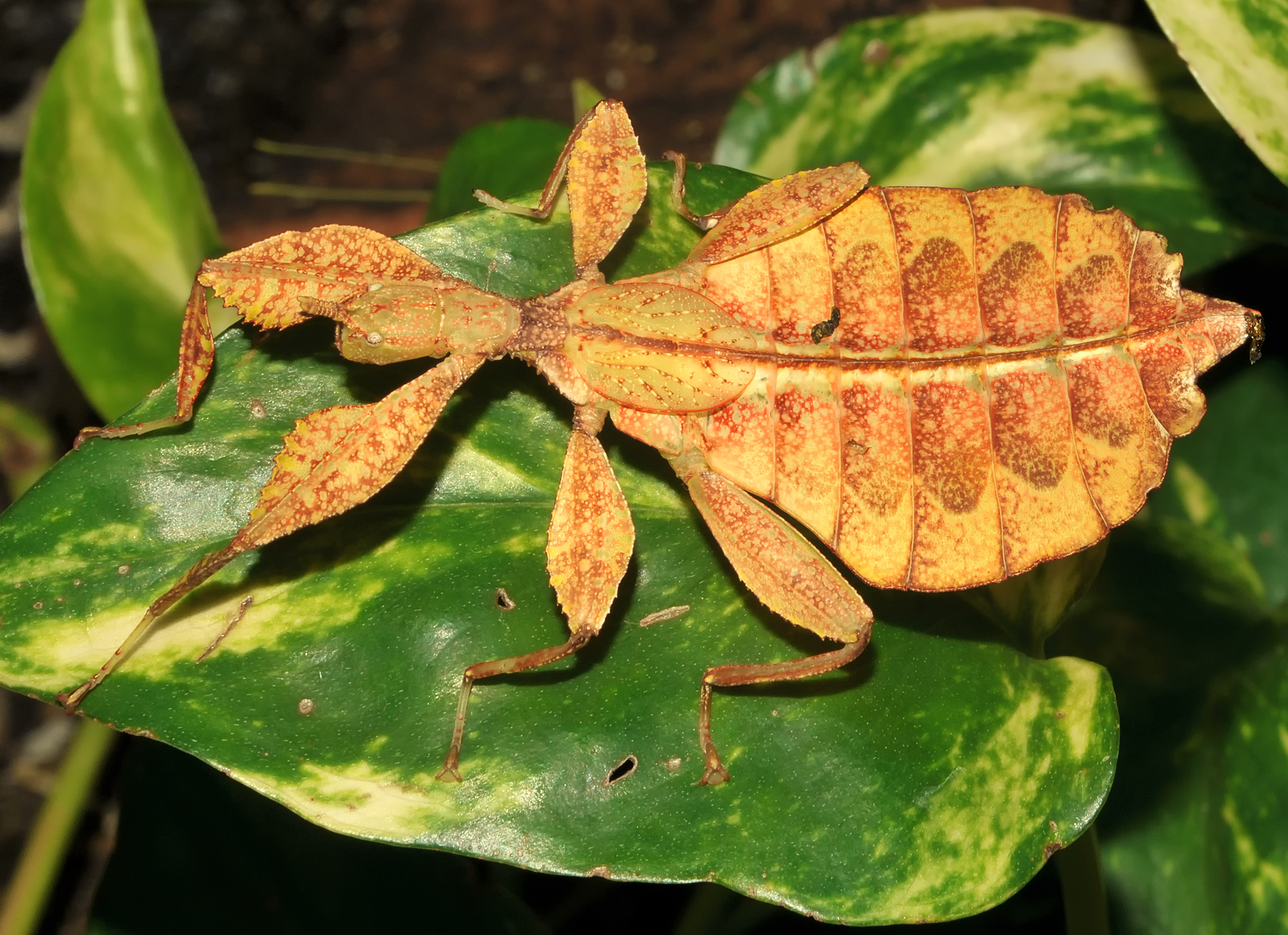